# Sporting Afrique FC
Der Sporting Afrique Football Club war ein professioneller singapurischer Fußballverein, der 2006 in der ersten Liga des Landes, der S. League, spielte.

## Geschichte
Der Verein wurde 2006 gegründet und nach nur einer Saison wieder aufgelöst. Die Spieler waren hauptsächlich afrikanischer Abstammung. Der Kader bestand aus Spielern aus Nigeria, Kamerun, Kenia und Ghana. Am Ende der Saison 2006 belegte der Verein den 9. Platz von elf Mannschaften.
Der Klub bewarb sich 2007 erneut um eine Teilnahme in der S. League und unterbreitete dem Fußballverband von Singapur (FAS) Pläne für eine umfassende Überarbeitung des Managements. Im Dezember 2006 gab die FAS jedoch bekannt, dass der Antrag des Vereins auf Teilnahme an der Liga im Jahr 2007 abgelehnt wurde.

## Stadion

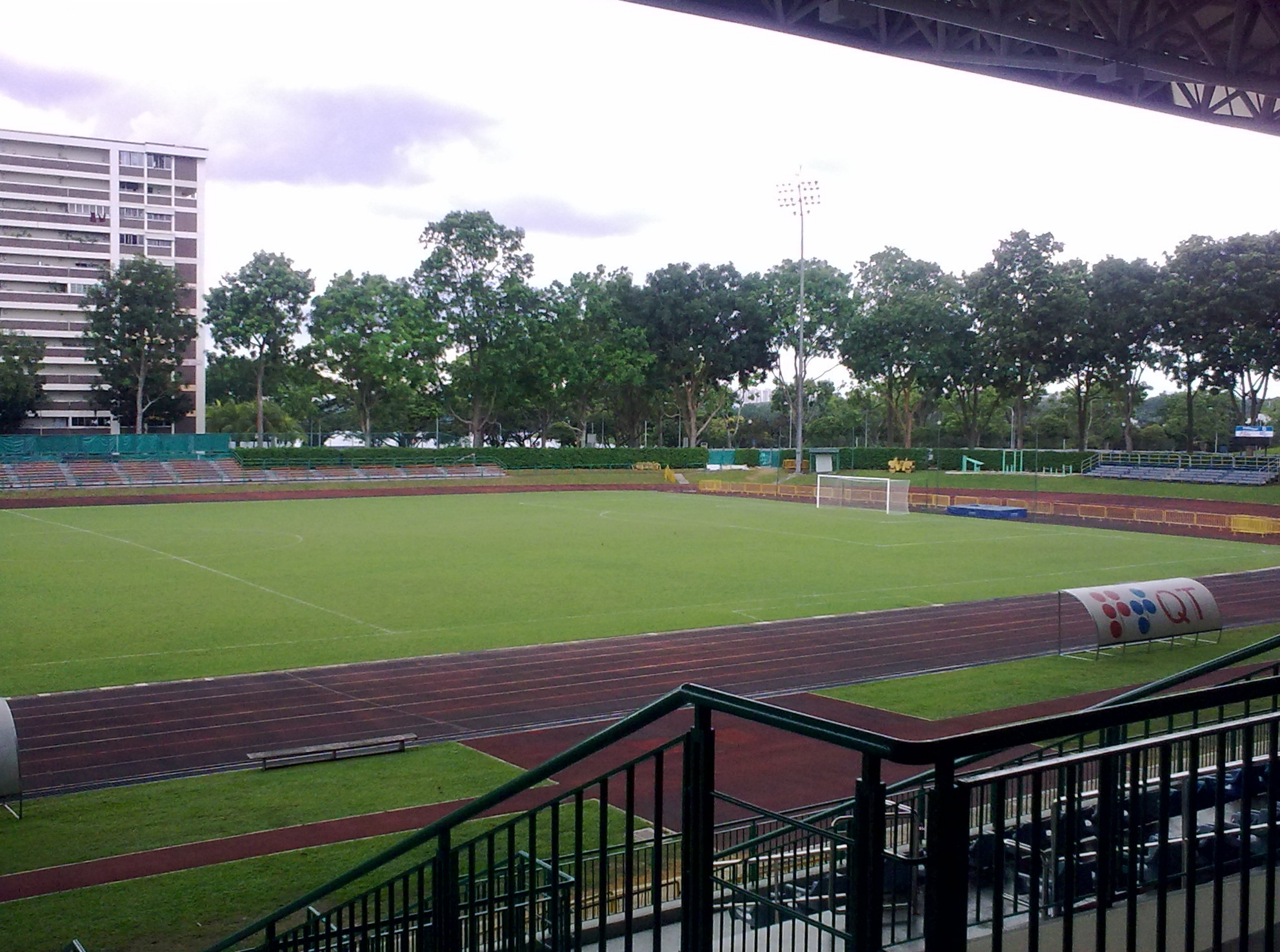
Yishun Stadium

Seine Heimspiele trug der Verein im Yishun Stadium im Stadtteil Yishun aus. Das Stadion hat ein Fassungsvermögen von 3400 Personen.
Koordinaten: 1° 24′ 44,7″ N, 103° 49′ 56,2″ O

## Spieler 2006
Stand: 2006
| Nr.        | Nation           | Spieler                |
| Tor        |                  |                        |
| 08         | Kamerun          | Christian Priso        |
| 09         | Nigeria          | Samuel Umoh            |
| Abwehr     |                  |                        |
| 02         | Kenia            | Thomas Biketi          |
| 03         | Nigeria          | Michael Onyia          |
| 04         | Nigeria          | Lukmon Anifaloyin      |
| 05         | Kamerun          | Jacques Ngo’o          |
| 06         | Nigeria          | Lucky Diokpara         |
| 07         | Nigeria          | Sergio Yaale           |
| 23         | Kamerun          | Ejienne Kaze Teffo     |
| 25         | Singapur Nigeria | Udo Fidelis Chika      |
| Mittelfeld |                  |                        |
| 10         | Nigeria          | Agofure Churchill      |
| 11         | Nigeria          | Obot Udoaka            |
| 12         | Nigeria          | Julius Ejueyitsi       |
| 13         | Nigeria          | Ogochukwu Nwankwo      |
| 14         | Nigeria          | Peter Lipede           |
| 15         | Nigeria          | Segun Adebayo          |
| 16         | Nigeria          | Ferdinand Nnodim       |
| 17         | Ghana            | Musah Ibrahim          |
| 17         | Nigeria          | Kehinde Hussani Badmus |
| 18         | Kenia            | Nicholas Muyoti        |
| 20         | Nigeria          | Ifesinachi Nwaigwe     |
| 24         | Ghana            | Addai Frederic         |
| Angriff    |                  |                        |
| 19         | Kenia            | Eric Muranda           |
| 21         | Kenia            | Christopher Wekesa     |
| 22         | Nigeria          | Udo Fortune            |

## Trainer 2006
| Name               | Zeit bei Jurong FC | Zeit bei Jurong FC |
| Name               | von                | bis                |
| ------------------ | ------------------ | ------------------ |
| R. Balasubramaniam | 1. Januar 2006     | 31. Dezember 2006  |

## Saisonplatzierung
| Saison | Liga      | Liga  | Liga   | Liga | Liga | Liga | Liga  | Liga   | Liga     | Pokal         |
| Saison | Liga      | Level | Spiele | S    | U    | N    | Tore  | Punkte | Position | Singapore Cup |
| ------ | --------- | ----- | ------ | ---- | ---- | ---- | ----- | ------ | -------- | ------------- |
| 2006   | S. League | 1     | 30     | 5    | 9    | 16   | 36:58 | 24     | 9.       | Vorrunde      |